# Theodora Komnenovna (1184)
Theodora Komnenovna (okolo 1134 Konstantinopol – 2. ledna 1184 Vídeň) byla rakouská vévodkyně, dcera sebastokratora Andronika Komnena a jeho manželky Ireny a také neteř byzantského císaře Manuela I.

## Život
V době druhé křížové výpravy byla v rámci uzavřené aliance mezi Konrádem III. a byzantským císařem Manuelem zřejmě roku 1149 provdána za bavorského vévodu a rakouského markraběte Jindřicha II. Jasomirgotta.
| „                  | ...Vy Němci, nechejte zaznít písně a roztleskejte své dlaně, chystejte se k tanci a radostem bez konce. Vždyť vévoda, králův bratr, byl nyní přijat do panovnického domu basilea... | “ |
| — byzantský básník | |   |

Přes uzavřené dohody se příliš nezměnil názor byzantského dvora na „kulturní méněcennost“ západních barbarů a dvorní dámy považovaly sňatek Theodory za neštěstí a byly zhrozeny, že tak jemné stvoření ma být „obětováno“ nestvůře ze Západu. V nové vlasti přijala Theodora jméno Gertruda
a stala se matkou rakouského vévody Leopolda V., jeho mladšího bratra Jindřicha I. z Mödlingu a také dcery Anežky. Svého muže přežila o sedm let, zemřela v lednu 1184 a byla stejně jako on pohřbena ve vídeňském benediktinském klášteře .